# كيفن رينولدز
كيفن رينولدز (بالإنجليزية: Kevin Reynolds)‏  (و. 1952  م) هو مخرج أفلام، وكاتب سيناريو، ومحامي أمريكي، ولد في واكو، تكساس.

## التعليم
تعلم في جامعة بايلور.

## وصلات خارجية
- كيفن رينولدز على موقع IMDb (الإنجليزية)
- كيفن رينولدز على موقع روتن توميتوز (الإنجليزية)
- كيفن رينولدز على موقع ألو سيني (الفرنسية)
- كيفن رينولدز على موقع أول موفي (الإنجليزية)
- كيفن رينولدز على موقع بوكس أوفيس موجو (الإنجليزية)
- كيفن رينولدز على موقع قاعدة بيانات الأفلام السويدية (السويدية)
- كيفن رينولدز على موقع إن إن دي بي (الإنجليزية)
- كيفن رينولدز على موقع قاعدة بيانات الفيلم (الإنجليزية)
- كيفن رينولدز على موقع كينوبويسك (الروسية)